# Dubnium
Le dubnium est l'élément chimique de numéro atomique 105, de symbole Db. C'est un élément transactinide synthétique, dont tous les isotopes connus sont hautement radioactifs, de période inférieure à 2 jours.
Le dubnium n'a encore aucune application, et on connaît peu ses propriétés.

## Historique
Le dubnium (d'après la ville de Doubna, en Russie) fut synthétisé pour la première fois en 1967 par l'Institut unifié de recherches nucléaires (JINR), par l'équipe de Georgi Nikolaievitch Flerow, à Doubna. Fin avril 1970, une équipe de chercheurs dirigée par Albert Ghiorso de l'université de Californie à Berkeley a confirmé cette découverte.
L'équipe américaine a synthétisé l'élément en bombardant une cible de 249Cf par un faisceau d'azote porté à 84 MeV au moyen d'un accélérateur de particules. Ils ont obtenu le noyau 260105 (demi-vie de 1,6 seconde). Les atomes de l'élément 105 furent détectés et confirmés le 5 mars 1970, bien que des indices semblent indiquer la formation à Berkeley de tels atomes l'année précédente.
Les scientifiques de Berkeley ont tenté la confirmation des découvertes soviétiques à l'aide de méthodes plus sophistiquées, mais en vain. Ils proposèrent le nom de « hahnium » (symbole Ha, [ˈhɑːniəm]) en l'honneur du scientifique allemand Otto Hahn. Ce fut le nom que la plupart des scientifiques européens et américains utilisèrent.
Une controverse se présenta alors, les chercheurs russes s'opposant à ce nom. L'IUPAC adopta alors le terme temporaire de unnilpentium, de symbole Unp. La dispute fut résolue en 1997, le nom de dubnium (Db) fut adopté. 
Autres noms
- éka-tantale (élément un cran en dessous du tantale dans le tableau périodique) ;
- hahnium ([a.njɔm]) - en l'honneur d'Otto Hahn ;
- joliotium ([ ʒɔ.ljɔ.sjɔm]) - en l'honneur de Frédéric Joliot-Curie;
- nielsbohrium ([nils.bɔ.rjɔm]) - en l'honneur de Niels Bohr ;
- unnilpentium ([y.nil.pɛ̃.sjɔm]).

## Isotopes
Comme tous les éléments synthétiques, le dubnium ne possède aucun isotope stable. Le premier radioisotope à avoir été synthétisé, en 1968, est 261Db. On en connaît aujourd'hui 13 (de 255Db à 270Db), plus 1 à 3 isomères. L'isotope de plus longue demi-vie est 268Db (T = 29 heures).

## Synthèse
Le procédé d'origine, réalisé par l'équipe russe consistait en la réaction suivante :
22
10Ne + 243
95Am → 260
105Db + 5 1
0n
22
10Ne + 243
95Am → 261
105Db + 4 1
0n
L'équipe américaine réalisa en revanche les réactions suivantes :
15
7N + 249
98Cf → 260
105Db + 4 1
0n
15
7N + 250
98Cf → 261
105Db + 4 1
0n
16
8O + 249
97Bk → 261
105Db + 4 1
0n
18
8O + 249
97Bk → 262
105Db + 5 1
0n